# Alfredo Antoniozzi
Alfredo Antoniozzi (* 18. März 1956 in Cosenza, Italien) ist ein italienischer Politiker der Partei Forza Italia. Als solcher ist er Abgeordneter des Europäischen Parlaments und Stellvertreter im Ausschuss für bürgerliche Freiheiten, Justiz und Inneres sowie in der Delegation im Gemischten Parlamentarischen Ausschuss EU-Türkei. Antoniozzi ist Mitglied im Ausschuss für konstitutionelle Fragen und in der Delegation im Gemischten Parlamentarischen Ausschuss EU-Kroatien.

## Leben
Antoniozzi absolvierte 1980 ein Studium der Rechtswissenschaften und machte danach ein Jahr lang ein Anwaltspraktikum. Nach diesem Praktikum wurde er Mitglied des Ausschusses für soziale Dienste der Gemeinde Rom. Von 1985 war er bis 1989 Dezernent für Bildungswesen, Allgemeine Angelegenheiten, Landwirtschaft und Litorale Tevere. Später wurde er in den Stadtrat von Rom gewählt, dem er nach Wiederwahlen 1995 und 2000 für die Partei Forza Italia erneut angehörte. Im Jahr 1995 wurde er Mitglied des Vorstands von Forza Italia, dem er bis 1999 angehörte. Im Jahr 2004 wurde er ins Europäische Parlement gewählt, wo er bis Juli Fraktionsvorsitzender von Forza Italia war. Er ist Koordinator der Partei für die Provinz Rom. Antoniozzi ist Mitglied im Ausschuss für bürgerliche Freiheiten, Justiz und Inneres, sowie Stellvertreter im Ausschuss für regionale Entwicklung, Mitglied der Delegation für die Beziehungen zu den Ländern Mittelamerikas und ein Stellvertreter in der Delegation im Gemischten Parlamentarischen Ausschuss EU-Mexiko.